# Освобождение (монумент, Стерлитамак)
«Освобождение» — монумент в Стерлитамаке, посвящённый взятию этого города 20-й Пензенской стрелковой дивизией под командованием А. Е. Воробьёва в ходе гражданской войны в мае 1919 года.

## История
К 56-й годовщине взятия Стерлитамака (город был отбит у колчаковцев 25 мая 1919 года) было принято решение установить на улице 23 мая, носящей не совсем точное имя в честь даты освобождения города, монумент в память о героях тех боёв — бойцах 20-й Пензенской стрелковой дивизии Восточного фронта РККА. Памятник возвели на правом высоком берегу реки Стерли. Авторами композиции стали архитектор Ю. А. Подрядов (главный архитектор города Стерлитамака в 70-х годах XX века) и скульптор Михаил Павлович Шабалтин. Открытие состоялось 25 мая 1975 года.

## Описание

Мемориальная доска после реконструкции с надписями на русском и башкирском языках

Барельефы на монументе изображают солдат-ополченцев, среди которых присутствует и девушка — Нина Теплова из санитарного отряда.
До реконструкции мемориальная табличка памятника, гласившая: «Бойцам и командирам 20 стрелковой Пензенской дивизии Восточного фронта Красной Армии, освободившей 25 мая 1919 г. Стерлитамак от белогвардейцев», размещалась на собственном невысоком постаменте.
В ходе реконструкции мемориального ансамбля постамент с мемориальной табличкой был демонтирован; новая доска была установлена на пьедестале скульптуры воина перед пилоном.